# Abidjan

Die zehn selbständigen Gemeinden Abidjans

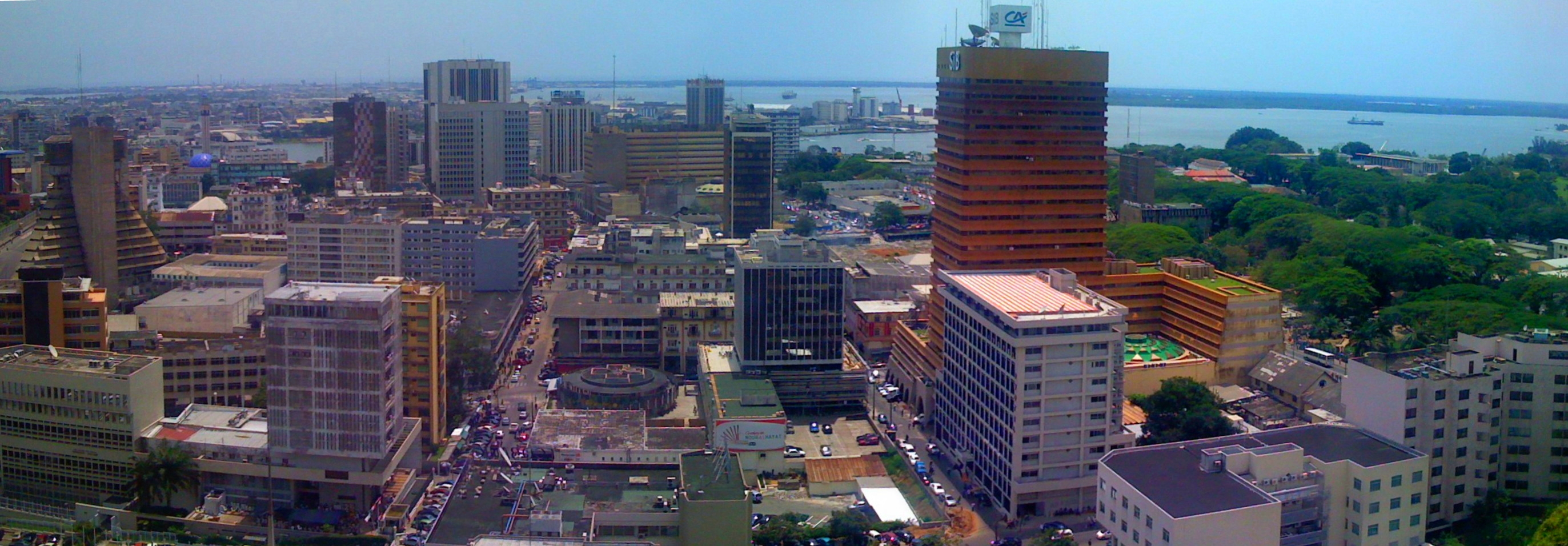
Blick über die Stadt

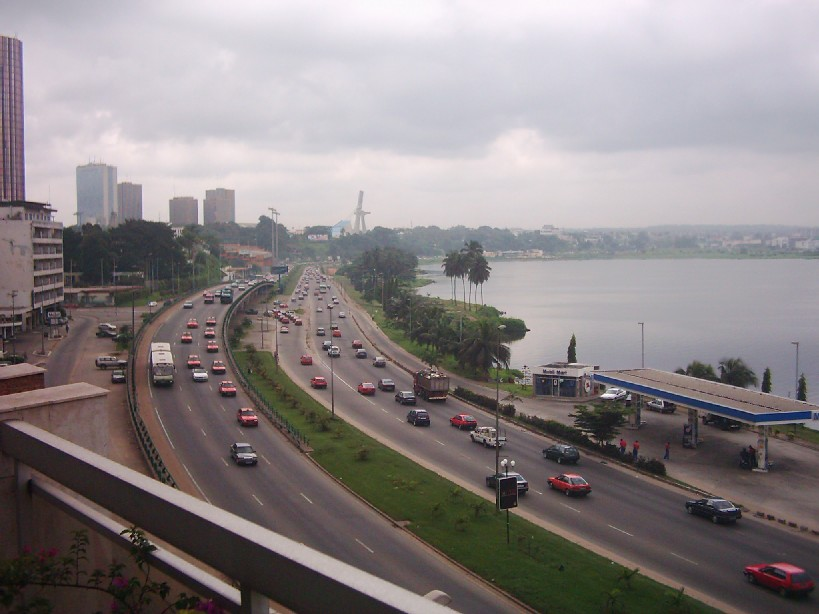
Plateau und die Ébrié-Lagune

Abidjan [abiˈd͡ʒaːn, frz. [abidˈʒɑ̃] ⓘ], deutsch auch Abidschan ist der größte städtische Ballungsraum der Elfenbeinküste, am Golf von Guinea gelegen. Abidjan war zwischen 1933 und 1983 die Hauptstadt des Landes. Im Jahre 2002 wurden die zehn Stadtkreise zu selbständigen Gemeinden aufgewertet und das Oberbürgermeisteramt abgeschafft. Diese Gemeinden werden als Abidjan Ville zusammengefasst und bilden mit vier Unterpräfekturen den Distrikt Abidjan. Die ehemalige Stadt wuchs rapide von 65.000 Einwohnern im Jahre 1950 zu einer Metropolregion mit 3.692.570 Einwohnern (Stand 1. Januar 2005). Laut Zensus von 2014 hat die Stadt 4.395.243 Einwohner. Beim Zensus von 2021 lag die Einwohnerzahl bei 5.616.633 Personen.

## Geografie
Abidjan befindet sich im Südosten der Elfenbeinküste etwa 100 km westlich der Grenze zu Ghana. Es liegt an der Ébrié-Lagune, einem langgestreckten Ästuar parallel zur Küste, in das die Flüsse Agnébi, Mé und Comoé münden.

## Politische Gliederung
Abidjan ist in folgende 10 Gemeinden oder Städte aufgeteilt, die jeweils über einen eigenen Stadtrat und Bürgermeister verfügen:
- Abobo: vor allem durch Zuwanderer vom Land bevölkerte schnell wachsende Stadt mit ungenügender Infrastruktur und eher ärmlichen Verhältnissen.
- Adjamé: klein in der Fläche, aber groß in der wirtschaftlichen Bedeutung durch breite kommerzielle Tätigkeiten, welche hier abgewickelt werden. Dies führt zu großen gesundheitlichen Beeinträchtigungen der Bevölkerung in den Elendsvierteln Adjamés.
- Attécoubé: Auf dem Territorium dieser Gemeinde befindet sich der Nationalpark des Banco-Waldes.
- Cocody: Diese Stadt ist bekannt für ihre feinen Wohnquartiere wie zum Beispiel Deux-Plateaux oder Riviera. Hier wohnen neben Diplomaten und Regierungsmitgliedern vor allem Berühmtheiten und Reiche. Außerdem befinden sich die staatliche Universität sowie einige private Hochschulen und neben dem staatlichen Fernsehen RTI auch die Residenz des Präsidenten in Cocody.
- Koumassi: Gemischtes Wohn- und Industriegebiet
- Marcory: Teilweise einfache Wohngebiete, im Zentrum  mit Bietry und Zone 4 ein früher bevorzugt von Europäern bewohntes Viertel der Oberschicht
- Plateau: Diese Gemeinde bildet das wirtschaftliche und weitgehend auch politische Zentrum, auch wenn seit 1983 Yamoussoukro offizielle administrative Hauptstadt der Elfenbeinküste ist. Der Palast des Präsidenten und die Nationalversammlung befinden sich bis auf den heutigen Tag in Plateau. Das Straßenbild im Stadtteil ist von Firmenhauptsitzen und Hochhäusern geprägt.
- Port-Bouët: In dieser Gemeinde befinden sich die Raffinerien der Societe Ivoirienne de Raffinage (SIR), der internationale Flughafen «Félix Houphouët-Boigny», aber auch das Quartier Adjouffou.
- Treichville: das eigentliche Herz Abidjans. Neben dem Freihafen befindet sich hier auch der Bahnhof der «Abidjan-Niger-Bahn» nach dem Norden des Landes und Burkina Faso bis Ouagadougou. Neben dem Hafen und der darum angesiedelten Industrie ist Treicheville Handelszentrum für die Bewohner der Metropole. Ein immenses Angebot von Läden und Handlungen bietet eine enorme Vielfalt an Produkten. Daneben befinden sich hier auch viele Restaurants, Cafés und – des Nachts – ein vielseitiges Nachtleben mit all seinen Reizen und Gefahren. All das kann aber nicht darüber hinwegtäuschen, dass Treichville heute nur noch ein Abglanz seiner selbst und eine arme afrikanische Stadt ist.
- Yopougon: Die bevölkerungsreichste Stadt der Agglomeration von Abidjan teilt sich in Wohn- und Industrieviertel.

Außerdem gehören die drei Unterpräfekturen Anyama, Songon und die frühere Hauptstadt Bingerville (bis 1933) zum Bezirk Abidjan.

## Klimatabelle
|                       | Jan  | Feb  | Mär  | Apr  | Mai  | Jun  | Jul  | Aug  | Sep  | Okt  | Nov  | Dez  |   |      |
| Mittl. Tagesmax. (°C) | 30,7 | 31,5 | 31,9 | 31,8 | 30,9 | 29,1 | 28,3 | 27,3 | 27,9 | 29,4 | 31,0 | 30,9 | ⌀ | 30   |
| Mittl. Tagesmin. (°C) | 23,2 | 24,1 | 24,6 | 24,6 | 24,2 | 23,1 | 22,7 | 21,7 | 22,6 | 23,4 | 23,8 | 23,6 | ⌀ | 23,5 |
|                       |      |      |      |      |      |      |      |      |      |      |      |      |   |      |
| Niederschlag (mm)     | 15   | 49   | 107  | 141  | 292  | 593  | 205  | 37   | 81   | 136  | 144  | 74   | Σ | 1874 |
|                       |      |      |      |      |      |      |      |      |      |      |      |      |   |      |
| Sonnenstunden (h/d)   | 7,0  | 7,3  | 7,0  | 7,1  | 6,3  | 4,2  | 4,2  | 3,5  | 4,5  | 6,3  | 7,4  | 6,5  | ⌀ | 5,9  |
|                       |      |      |      |      |      |      |      |      |      |      |      |      |   |      |
| Regentage (d)         | 1    | 3    | 6    | 9    | 14   | 19   | 9    | 6    | 7    | 11   | 12   | 5    | Σ | 102  |
|                       |      |      |      |      |      |      |      |      |      |      |      |      |   |      |
| Wassertemperatur (°C) | 27   | 27   | 28   | 28   | 28   | 27   | 26   | 24   | 25   | 25   | 27   | 27   | ⌀ | 26,6 |
|                       |      |      |      |      |      |      |      |      |      |      |      |      |   |      |
| Luftfeuchtigkeit (%)  | 84   | 86   | 83   | 82   | 84   | 86   | 85   | 86   | 89   | 87   | 83   | 83   | ⌀ | 84,8 |

| 23,2 |

| 24,1 |

| 24,6 |

| 24,6 |

| 24,2 |

| 23,1 |

| 22,7 |

| 21,7 |

| 22,6 |

| 23,4 |

| 23,8 |

| 23,6 |

| 23,2 |

| 24,1 |

| 24,6 |

| 24,6 |

| 24,2 |

| 23,1 |

| 22,7 |

| 21,7 |

| 22,6 |

| 23,4 |

| 23,8 |

| 23,6 |

## Geschichte

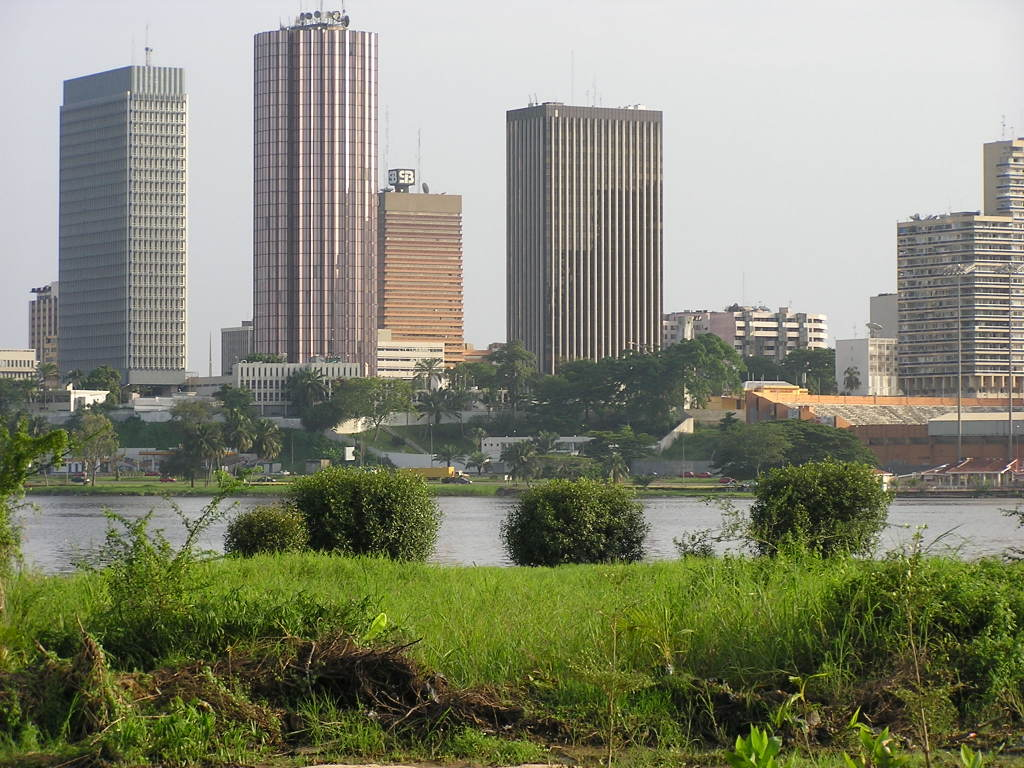
Moderne Wolkenkratzer im Stadtviertel Plateau

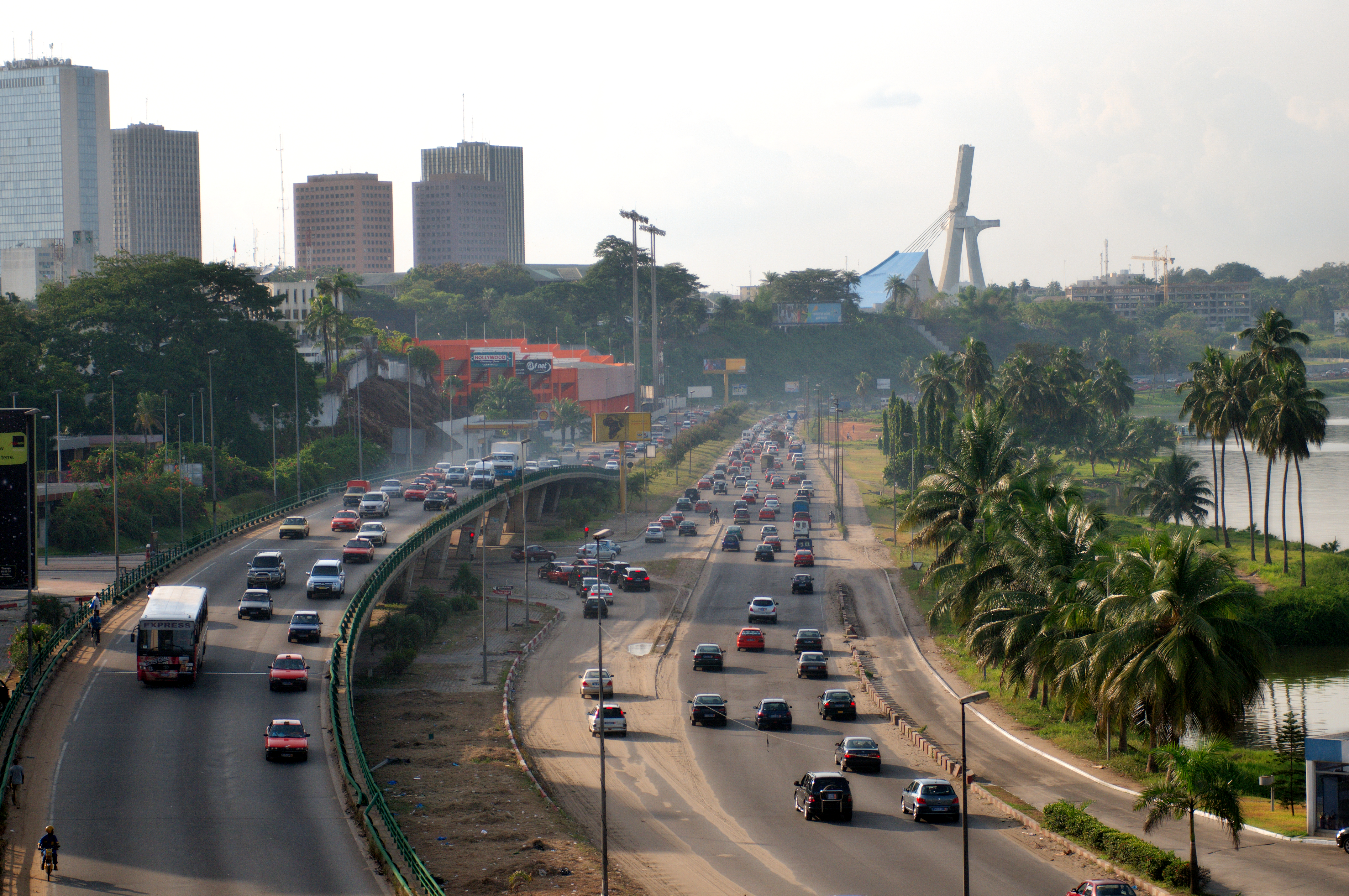
Der zentrale Boulevard De Gaulle

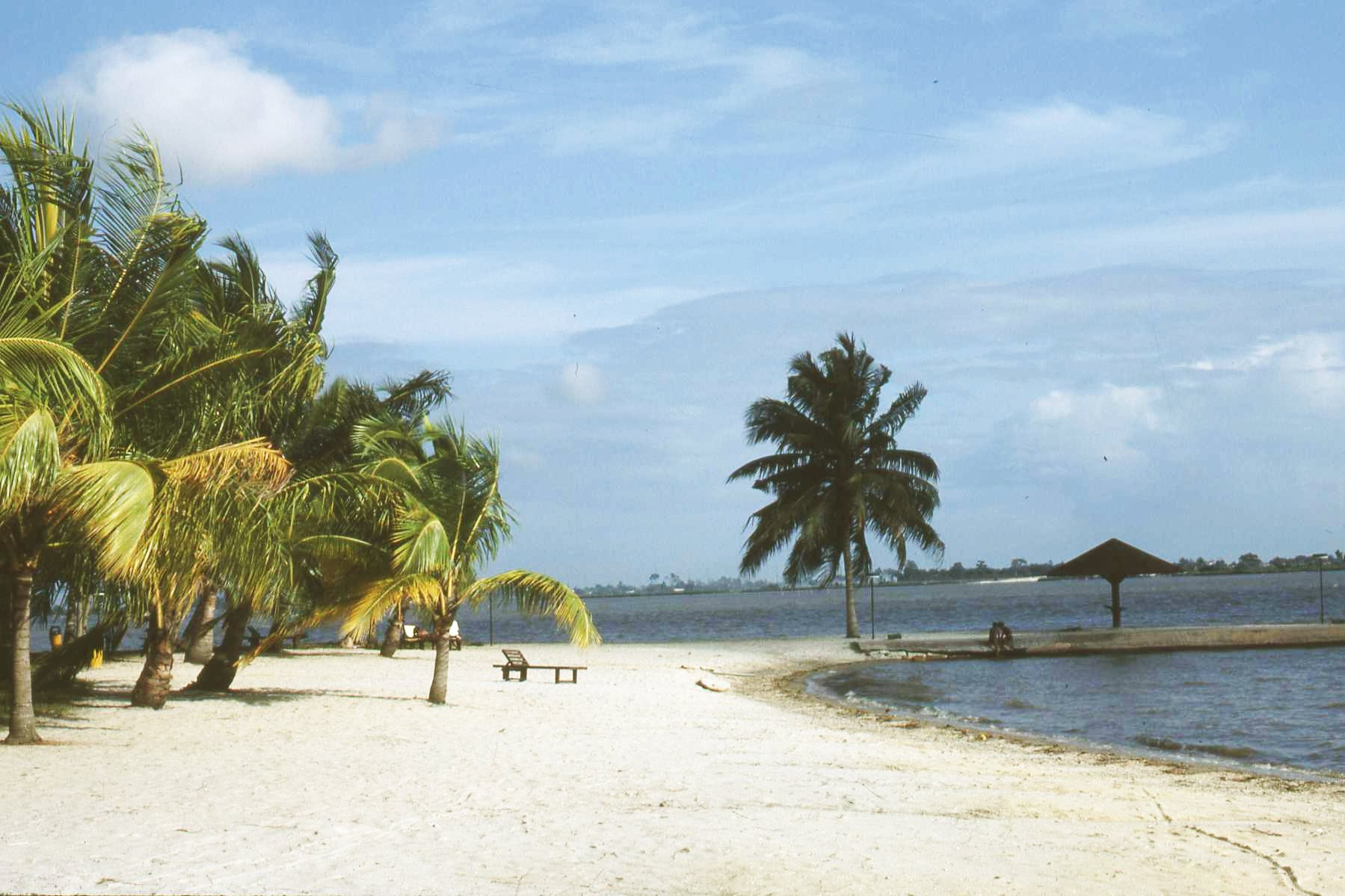
Strand in Cocody

Das Wachstum der 1886 gegründeten Stadt Abidjan begann nach der Eröffnung der Landungsbrücke im Jahre 1931. 1933 wurde Abidjan zur Hauptstadt der Elfenbeinküste innerhalb der Kolonie Französisch-Westafrika. Nach der Eröffnung des Vridi-Kanals wurde der Hafen zu einem bedeutenden Freihafen. Obwohl 1983 Yamoussoukro vom damaligen Staatspräsidenten Félix Houphouët-Boigny zur neuen Hauptstadt bestimmt wurde, befinden sich noch immer zahlreiche Regierungsbüros und Botschaften, ebenso wie die Nationalbibliothek und das Nationalmuseum in Abidjan. Am 9. August 2001 wurde beschlossen, die Stadt per 2002 in ihre zehn Kreise aufzuteilen und diese zu unabhängigen Gemeinwesen aufzuwerten. Seither ist Abidjan offiziell ein Bezirk mit einem Gouverneur und vereinigt diese zehn Städte mit drei weiteren.
Am 31. Dezember 2012 kamen bei einer Massenpanik während der zentralen Silvesterfeier und der Dankesfeier von Alassane Ouattara (für den vom Dezember 2010 bis April 2011 anhaltenden politischen Machtkampf mit rund 3000 getöteten Menschen) 61 Menschen ums Leben und mehr als 200 wurden verletzt.

## Bevölkerung
Abidjan ist mit über sechs Millionen Einwohner der größte Ballungsraum der Elfenbeinküste. Nach dem Zensus 2014 waren 77,5 % der Bevölkerung Ivorer, der restliche Teil der Bevölkerung verfügte über andere Staatsangehörigkeiten.
Gesellschaftlich gibt es große Unterschiede zwischen den Einwohnern. Die wohlhabenden Bewohner der Stadt leben dabei vermehrt in den Stadtteilen Cocody und Plateau. Die unteren Gesellschaftsschichten finden sich vor allem in Abobo.

### Einwohnerentwicklung
Wachstum der Bevölkerung von 1975 bis 2022:
| Jahr          | Einwohnerzahl |
| ------------- | ------------- |
| 1975 (Zensus) | 951.216       |
| 1988 (Zensus) | 1.929.079     |
| 1998 (Zensus) | 2.877.948     |
| 2014 (Zensus) | 4.395.243     |
| 2021 (Zensus) | 5.616.633     |

Die Bevölkerung der Stadt wächst durch Landflucht rasant an. Für das Jahr 2050 wird eine Einwohnerzahl von 10,7 Millionen prognostiziert.

### Religion
In Abidjan sind sowohl der Islam als auch das Christentum und der Katholizismus verbreitet. Abidjan ist eine der vier römisch-katholischen Erzdiözesen der Elfenbeinküste. Sitz der römisch-katholischen Erzdiözese Abidjan ist die Kathedrale Saint-Paul du Plateau. Die Kathedrale wurde 1980 errichtet und 2008 renoviert und ist eine der beliebtesten Touristenattraktionen der Stadt. Auch die evangelische Kirche, die Adventisten und Pfingstkirchen sind in der Stadt vertreten.
In der Agglomeration Abidjan finden sich auch zahlreiche Moscheen, wobei sich die bekanntesten und größten in Cocody, Treichville und Plateau befinden.

## Wirtschaft & Infrastruktur

### Wirtschaft
Bedeutende Industriezweige sind die Automobilfertigung sowie die Holz-, Chemie- und Textilindustrie. Über den Hafen von Abidjan werden Kaffee, Kakao, Holz und Ananas verschifft. So wurden 2010 42 Prozent aller Kakaobohnen weltweit hier umgeschlagen. In Abidjan befinden sich die Hauptquartiere der großen Hersteller Nestlé, Cargill, Archer Daniels Midland (ADM) und Barry Callebaut, sie kaufen fast die gesamte Kakaoernte der Elfenbeinküste.
Die Stadt ist Sitz der Bourse Régionale des Valeurs Mobilières (BRVM), der Regionalbörse der Westafrikanischen Wirtschafts- und Währungsunion Union (UEMOA).
In der Mercer-Rangliste der Städte nach ihrer Lebensqualität belegte Abidjan im Jahr 2018 den 208. Platz unter 231 untersuchten Städten weltweit.

### Bildung
Der Ort verfügt über eine Universität und mehrere technische Hochschulen sowie über eine internationale Schule. In der französisch geprägten Metropole sind auch heute noch viele Franzosen an wichtigen Stellen der Wirtschaft zu finden, insbesondere aber auch sehr viele Libanesen als Besitzer kleinerer Fabriken und vor allem im Handel.

### Verkehr
Die Städte Abobo, Adjamé, Attécoubé, Cocody, Plateau und Yopougon liegen auf dem Festland nördlich der Ébrié-Lagune. Daher kommt auch die Bezeichnung «Abidjan Nord». Treichville, Koumassi, Marcory und Port-Bouët sind Teil von Abidjan Süd. Die beiden Teile der Metropole werden zwischen Treichville und Plateau durch zwei Brücken, den Pont Houphouët-Boigny (Eisenbahn und Straße) und den Pont Charles de Gaulle (nur Straße) verbunden. In den Hauptverkehrszeiten kommt es auf den Straßen täglich zu Staus. Der Bau einer dritten, zollpflichtigen Brücke (Pont Henri-Konan-Bédié) zwischen Marcory und Cocody wurde an ein französisch-geführtes Konsortium vergeben. Diese Brücke wurde 2014 eröffnet. Zu einigen Stadtteilen und zu entfernteren Orten an der Ébrié-Lagune bestehen Fähr- und Bootsverbindungen.
Abidjan besitzt einen Seehafen mit Containerterminal und einen internationalen Flughafen. Neben dem vorhandenen Containerterminal wird 2021 von der China Harbour Engineering Company ein weiterer Containerterminal (Côte d’Ivoire Terminal) mit einer Kailänge von 1100 Meter und einer jährlichen Kapazität von zunächst 1,2 Mio. TEU gebaut.

## Persönlichkeiten
- Sam Dominique Abouo (* 1973), Fußballspieler
- Emmanuel Agbadou (* 1997), Fußballspieler
- Rita Akaffou (* 1986), Fußballspielerin
- Kanga Akalé (* 1981), Fußballspieler
- Paul Akouokou (* 1997), Fußballspieler
- Romeo Amane (* 2003), Fußballspieler
- Jacques Anouma (* 1951), Fußballfunktionär
- Moïse Brou Apanga (1982–2017), ivorisch-gabunischer Fußballspieler
- Jean-Pierre Aubin (* 1939), französischer Mathematiker
- Hamed Bakayoko (1965–2021), Politiker, Premierminister der Elfenbeinküste
- Thierno Ballo (* 2002), österreichischer Fußballspieler guineisch-ivorischer Abstammung
- Abdoulaye Bamba (* 2000), Fußballspieler
- Bambadjan Bamba (* 1982), US-amerikanischer Schauspieler ivorischer Abstammung
- Yacouba Bamba (* 1975), Fußballspieler
- Affoussiata Bamba-Lamine (* 1970), Politikerin und Rechtsanwältin
- Aristide Bancé (* 1984), burkinischer Fußballspieler
- Alpha Blondy (* 1953), der „Bob Marley“ Afrikas
- Arthur Boka (* 1983), Fußballspieler
- Tanella Boni (* 1954), Schriftstellerin
- Amadou Gon Coulibaly (1959–2020), Politiker, Premierminister der Elfenbeinküste
- Djelika Coulibaly (* 1984), Fußballspielerin
- Eliakim Coulibaly (* 2002), Tennisspieler
- Bernard Binlin Dadié (1916–2019), französischsprachiger Schriftsteller
- Isaach De Bankolé (* 1957), Schauspieler
- Cheick Mamadou Diabaté (* 2004), Fußballspieler
- Amad Diallo (* 2002), Fußballspieler
- Ismaël Diallo (* 1997), Fußballspieler
- Ali Diarra (* 1988), Fußballspieler
- Stéphane Diarra (* 1998), ivorisch-französischer Fußballspieler
- Aruna Dindane (* 1980), Fußballspieler
- Ismaël Diomandé (* 1992), Fußballspieler
- Yan Diomande (* 2006), Fußballspieler
- Constant Djakpa (* 1986), Fußballspieler
- Alcide Djédjé (* 1956), Politiker und Diplomat
- Leslie Djhone (* 1981), französischer Leichtathlet
- Johan Djourou (* 1987), Schweizer Fußballspieler
- Didier Drogba (* 1978), Fußballspieler
- Thierry Dusautoir (* 1981), französischer Rugbyspieler
- Emmanuel Eboué (* 1983), Fußballspieler
- Jeanne Essoh (* 1990), Fußballspielerin und ehemalige Basketballerin
- Wilfried Eza (* 1996), Fußballspieler
- Angelo Fulgini (* 1996), französisch-ivorischer Fußballspieler
- Lynda Marlène Gauzé (* 1990), Fußballspielerin
- Cédric Gogoua (* 1994), Fußballspieler
- Bernard Goumou (* 1980), guineischer Manager, Wirtschaftsprüfer und Politiker
- Max Gradel (* 1987), Fußballspieler
- Zeynab Habib (* 1975), ivorisch-beninische Sängerin
- Kouassi Yao Hermann (* 1990), Fußballspieler
- Kaaris (* 1980), französischer Rapper
- Yann Karamoh (* 1998), Fußballspieler
- Abdul Kader Keïta (* 1981), Fußballspieler
- Dramane Kamaté (* 1985), Fußballspieler
- Aly Keïta (* 1969), Balafonspieler
- Gwenael Kerléo (* 1975), bretonische Harfenistin und Komponistin
- Kader Kohou (* 1998), American-Football-Spieler
- Didier Ya Konan (* 1984), Fußballspieler
- Haouliais Axel Cédric Konan (* 1983), Fußballspieler
- Tiémoko Konaté (* 1990), Fußballspieler
- Arouna Koné (* 1983), Fußballspieler
- Bakari Koné (* 1981), Fußballspieler
- Ismaël Koné (* 2002), kanadisch-ivorischer Fußballspieler
- Richard Kone (* 2003), Fußballspieler
- Odilon Kossounou (* 2001), Fußballspieler
- Christian Kouamé (* 1997), Fußballspieler
- Koffi Kouao (* 1998), ivorisch-ghanaischer Fußballspieler
- Blaise Kouassi (* 1975), Fußballspieler
- Sayouba Mandé (* 1993), Fußballspieler
- Koko N’Guessan (* 1990), Fußballspielerin
- Clovis Nicolas (* 1973), französischer Jazzmusiker
- Jores Okore (* 1992), Fußballspieler
- Christopher Operi (* 1997), ivorisch-französischer Fußballspieler
- Romaric (* 1983), Fußballspieler
- Moïse Sahi (* 2001), ivorisch-malischer Fußballspieler
- Fatoumata Samassékou (* 1987), malische Schwimmerin
- Ibrahim Sangaré (* 1997), Fußballspieler
- Bakary Saré (* 1990), Fußballspieler
- Senin Sebai (* 1993), Fußballspieler
- Kouame Sereba, Jazz- und Worldmusiker
- Dagno Siaka (* 1987), Fußballspieler
- Ibrahim Sissoko (* 1991), Fußballspieler
- Yaya Soumahoro (* 1989), Fußballspieler
- Mohamed Sydney Sylla (* 1996), Fußballspieler
- Tidjane Thiam (* 1962), ivorisch-französischer Manager und ehemaliger Minister der Elfenbeinküste
- Siaka Tiéné (* 1982), Fußballspieler
- Jean-Jacques Tizié (* 1972), Fußballspieler
- Abdou Razack Traoré (* 1988), Fußballspieler
- Lacina Traoré (* 1990), Fußballspieler
- Moussa Traoré (* 1990), Fußballspieler
- Francis Wodié (1936–2023), Politiker
- Christian Kouakou Yao (* 1991), Fußballspieler
- Gilles Yapi Yapo (* 1982), Fußballspieler
- Wilfried Zaha (* 1992), Fußballspieler
- Didier Zokora (* 1980), Fußballspieler
- Marco Zoro (* 1983), Fußballspieler

## Städtepartnerschaften
Die Stadt unterhält folgende Städtepartnerschaften:
| Stadt         | Land                                   | seit |
| ------------- | -------------------------------------- | ---- |
| Marseille     | Provence-Alpes-Côte d’Azur, Frankreich | 1958 |
| San Francisco | Kalifornien, Vereinigte Staaten        | 1986 |
| São Paulo     | Brasilien                              | 1981 |
| Tianjin       | Tianjin, Volksrepublik China           | 1992 |
| Viseu         | Centro, Portugal                       | 2011 |